# Club Deportivo Iruña 2015-2016 (pallavolo femminile)
Questa voce raccoglie le informazioni riguardanti il Club Deportivo Iruña nelle competizioni ufficiali della stagione 2015-2016.

## Organigramma societario
Area direttiva
- Presidente: Rafael Hernández

Area tecnica
- Allenatore: José María Rodríguez
- Allenatore in seconda: Pablo Lloret

## Rosa
| N° | Nome           | Ruolo | Data di nascita | Nazionalità sportiva |
| -- | -------------- | ----- | --------------- | -------------------- |
| 1  | Silvia Bedmar  | S     | 3 gennaio 1989  | Spagna               |
| 2  | Silvia Araco   | P     | 12 agosto 1989  | Spagna               |
| 5  | Clara Canet    | S     | 18 marzo 1996   | Spagna               |
| 6  | Anna Espadalé  | C     | 8 gennaio 1989  | Spagna               |
| 7  | Kelly McCaddin | C     | 1º ottobre 1993 | Stati Uniti          |
| 8  | Diana Sánchez  | S     | 7 marzo 1977    | Spagna               |
| 9  | María Barrasa  | P     | 14 marzo 1995   | Spagna               |
| 11 | Brankica Nikić | S/O   | 26 ottobre 1985 | Serbia               |
| 14 | Danijela Nikić | C     | 6 febbraio 1987 | Serbia               |
| 18 | Isabel Guerra  | L     | 21 luglio 1993  | Spagna               |